# Yang Zi (Tennisspielerin)
Yang Zi (chinesisch 杨子, Pinyin Yáng Zǐ; * 12. September 1993 in Shenzhen) ist eine ehemalige chinesische Tennisspielerin.

## Karriere
Sie spielte hauptsächlich auf Turnieren des ITF Women’s Circuit, bei denen sie sechs Mal in einem Finale stand, jedoch keines gewinnen konnte. Bei den Guangzhou International Women’s Open 2011 stand sie erstmals im Hauptfeld eines Turniers der WTA Tour. Sie unterlag mit ihrer Doppelpartnerin Pang Yang in der ersten Runde der topgesetzten Paarung Jarmila Gajdošová/Anastassija Rodionowa glatt mit 0:6, 0:6.
Ihre beste Weltranglistenplatzierung im Einzel erreichte Yang Zi im September 2013 mit Rang 303. Das vorerst letzte Profiturnier bestritt Yang im September 2016 und wird auch seither nicht mehr in den Weltranglisten geführt.